# كأس اليابان
كأس اليابان (باليابانية: ジャパンカップ جابان كابّو) هو أعلى مستوى سباق خيل في اليابان. يجري هذا السباق في نهاية شهر نوفمبر على حلبة سباق طوكيو في تشوفو، طوكيو بمسافة 2400 متر على أرضية عشبية. تبلغ قيمة الجائزة للسباق 533 مليون ين حيث يعتبر من أعلى جوائز سباقات الخيل في العالم.

## معلومات السباق
- حلبة السباق: حلبة سباق طوكيو
- المسافة: 2400 متر
- حالة المسار، عشبي، يساري
- تقييم الجري: عمر 3 سنوات وفوق، أصيل
- وزن:
  - عمر 3 سنوات وفوق 55 كغ
  - عمر 4 سنوات وفوق 57 كغ
  - 2 كغ مسموحة لفصائل نصف الكرة الأرضية الجنوبي لعمر فوق 3 سنوات
- عوامل الأمان: 18

## جوائز
مجموع كلي بقيمة 533,500,000 ين
- الجائزة الأولى 250,000,000 ين
- الجائزة الثانية 100,000,000 ين
- الجائزة الثالثة 63,000,000 ين
- الجائزة الرابعة 38,000,000 ين
- الجائزة الخامسة 25,000,000 ين

## اقرأ أيضاً
- طوكيو يوشون
- كأس رويال السعودي